# Temu
Whaleco Technology Limited, веде бізнес як Temu — маркетплейс, яким керує китайська компанія електронної комерції PDD Holdings. Він пропонує споживчі товари зі значними знижками, які в основному доставляються споживачам безпосередньо з Китаю.
Бізнес-модель Temu дозволила йому стати популярним серед споживачів, але також викликала занепокоєння щодо конфіденційності даних, примусової праці, інтелектуальної власності та якості товарів їх маркетплейсу.[джерело не вказане 193 дні] Компанія була втягнута в судові суперечки з конкурентом Shein.[джерело не вказане 193 дні]

## Історія
Temu належить і управляється компанією PDD Holdings, яка також володіє Pinduoduo, поширеною платформою онлайн-комерції в Китаї. PDD Holdings спочатку була зареєстрована на Кайманових Островах, а в 2023 році була релокована в Дублін.
Платформа Temu вперше запрацювала в Сполучених Штатах у вересні 2022 року. У березні 2023 року Temu запустили в Австралії та Новій Зеландії. Наступного місяця Temu було представлено у Франції, Німеччині, Італії, Нідерландах, Іспанії та Великобританії. Згодом Temu вийшов на ринок Латинської Америки. 17 січня 2024 року Temu офіційно запустили в Південній Африці, 49-й країні, куди Temu потрапив з моменту запуску у вересні 2022 року.
У лютому 2024 року Temu показав кілька рекламних роликів в перерві Супербоулу, пропонуючи 15 мільйонів доларів США у вигляді подарунків. У результаті компанія помітила сплеск пошуків за їхнім іменем і трафіку.
Після реклами на Супербоул у лютому 2024 року Temu досягла 100 мільйонів активних користувачів у США, понад 130 мільйонів завантажень додатків у всьому світі та приблизно 420 мільйонів відвідувань веб-сайтів за даними Semrush.

### Судові процеси з«Shein»
У грудні 2022 року компанія-конкурент Shein подала до суду на Temu, стверджуючи, що Temu залучила онлайн-інфлюенсерів «до поширення неправдивих і оманливих заяв» про Shein для просування власних товарів. Пізніше Temu подав до суду на Shein в липні 2023 року, стверджуючи, що Shein «брав участь у кампанії погроз, залякувань, неправдивих заяв про порушення та намагався накласти безпідставні штрафи» на виробників одягу, які, ймовірно, працювали з Temu. 31 липня 2023 року Shein домігся обмежувального припису на Temu в іншій справі, стверджуючи, що компанія використовувала зображення Shein, захищені авторським правом, у списках продуктів. Пізніше в серпні Shein звернувся до Високого суду Англії та Уельсу з проханням винести судову заборону проти Temu, стверджуючи, що компанія «виявила тисячі випадків», коли продавці Temu копіювали фотографії з її каталогів. Shein вимагав видалення всіх оголошень, що порушують правила, і відшкодування принаймні 100 000 фунтів стерлінгів.
18 липня 2023 року Temu подав федеральний позов, звинувативши Shein в порушенні антимонопольного законодавства США. В обвинувальному акті Temu зазначено, що станом на 2022 рік Shein володіє понад 75% ринку надшвидкої моди в США та використовує своє домінування на ринку, щоб змусити укладати ексклюзивні угоди з виробниками одягу, обмежуючи їх від співпраці з Temu. Крім того, Temu стверджував, що в травні 2023 року Shein зобов’язав 8338 виробників, які постачають або продають на їхній платформі, підписувати ексклюзивні угоди про дистрибуцію, не дозволяючи їм пропонувати свою продукцію на платформі Temu або пов’язаним із Temu продавцям. Temu стверджує, що ці виробники, пов’язані з Shein, становлять значну частину, за оцінками, від 70% до 80% усіх продавців, які пропонують товари надшвидкої моди в США, що призводить до вищих цін, меншого вибору для споживачів і перешкоджає зростанню ринку надшвидкої моди в США.
У жовтні 2023 року Shein і Temu звернулися з проханням про припинення позовів один проти одного без упереджень в Массачусетсі та Іллінойсі. Жодна з компаній не надала додаткових пояснень і не повідомила, чи була досягнута угода.
У грудні 2023 року Temu знову подала до суду на Shein, стверджуючи про незаконне втручання в роботу її постачальників.

## Бізнесова модель
Temu дозволяє китайським постачальникам продавати та доставляти безпосередньо клієнтам, не покладаючись на проміжних дистриб’юторів у країні призначення, що робить продукти більш доступними. Деякі продавці стверджували, що Temu просив їх знизити ціни, аж до того, щоб продавати речі собі у збиток. Temu пропонує безкоштовні товари деяким користувачам, які успішно залучають нових користувачів через партнерські коди, соціальні мережі та гейміфікацію. Онлайн-покупки на Temu можна робити за допомогою браузера або спеціального мобільного застосунку. Temu використовує масштабні рекламні кампанії у Facebook та Instagram.
Temu вимагає від своїх продавців пропонувати свої товари за цінами, нижчими за ціни на AliExpress. Коли кілька продавців пропонують той самий продукт, Temu авторизує лише того, хто має найнижчу ціну. Товари, які не відповідають мінімальним вимогам Temu щодо продажу (30 одиниць і 90 доларів США за 14 днів), видаляються з платформи.
Компанія активно рекламувалась в мобільних додатках і показувала телевізійну рекламу на Супербоул LVIII, що призвело до їх популярності. Дослідження Sensor Tower показало, що в останньому кварталі 2023 року користувачі Temu проводили в додатку в середньому 23 хвилини на тиждень, у порівнянні з 18 хвилинами на Amazon і 22 хвилинами на eBay.

### Скарги споживачів
Деякі торговці використовують Temu як кліринговий дім, де вони намагаються продати низькоякісні, прострочені або застарілі товари.
Згідно з статтею Ендрю Чоу для Time, у 2022 році клієнти Temu зіткнулися з великою кількістю недоставлених посилок, розбіжностей між товаром і неправдивою рекламою та таємничих стягнень, а також невідповідне обслуговування клієнтів.
Згідно з статтею Сари Перес для TechCrunch про рекламні кампанії Temu, «ці оголошення, схоже, працюють на підвищення кількості встановлень застосунку Temu. Але покопайтеся в оглядах програми, і ви знайдете скарги, подібні до скарг на «Wish», зокрема шахрайські оголошення, пошкоджені та запізнілі доставки, неправильні замовлення та нестачу клієнтської підтримки».
У жовтні 2022 року бостонська філія «Better Business Bureau» відкрила справу на Temu; до кінця 2022 року вони отримали 31 скаргу від клієнтів щодо послуг сайту. Станом на січень 2024 року компанія має рейтинг BBB C+, хоча компанія не має акредитації BBB.
У березні 2024 року «BabyCenter» перевірив додаток Temu та повідомив, що веб-сайт виявив продукти, які були відкликані, могли бути підробленими або обходити стандарти безпеки США, важливі для запобігання таким проблемам, як асфіксія.
У травні 2024 року «Європейська споживча організація» подала скаргу проти Temu до Європейської комісії, стверджуючи про порушення «Акту про цифрові послуги» щодо вимог щодо простежуваності трейдерів, прозорості алгоритмів і підзвітності.

### Занепокоєнняконфіденційністю даних
У травні 2023 року Комісія з аналізу економіки та безпеки США та Китаю висловила занепокоєння щодо ризиків для особистих даних користувачів у Temu після того, як Pinduoduo, його дочірній застосунок в Китаї, було вилучено в Google Play через те, що деякі його версії, зараз недоступні в магазині додатків Google, містили зловмисне програмне забезпечення. Через два дні після випуску оновлення для видалення експлойтів Pinduoduo розпустив команду інженерів і менеджерів із продуктів, які їх розробляли. Згідно з джерелом CNN, більшість команди були переведені в Temu, працюючи в різних відділах, але основна група інженерів залишилася в Pinduoduo.
17 травня 2023 року Грег Джанфорте, губернатор американського штату Монтана, заборонив Temu на державних пристроях у всьому штаті, а також програми ByteDance (включаючи TikTok), WeChat і Telegram.
Згідно з Politico, «Apple заявила, що компанія раніше порушувала обов’язкові правила конфіденційності компанії та вводила людей в оману щодо того, як вона використовує їхні дані».
Окремі колективні позови були подані проти Temu в 2023 році в Іллінойсі та Нью-Йорку, кожен щодо обробки приватних даних Temu, зібраних через облікові записи, створені на їхній платформі.
У лютому 2024 року Комісія із захисту особистої інформації Південної Кореї розпочала розслідування щодо Temu та інших платформ електронної комерції щодо обробки даних користувачів.

### Підозри у використанні примусової праці
У червні 2023 року Спеціальний комітет Палати представників США зі стратегічної конкуренції між Сполученими Штатами та Комуністичною партією Китаю заявив, що Temu не підтримує «навіть видимості значимості програми відповідності» Закону про запобігання примусовій праці уйгурів, щоб не тримати на платформі товари, вироблені з використанням примусової праці. У звіті комітету надано критичну оцінку Temu, припускаючи, що існував «надзвичайно високий ризик зараження ланцюгів постачання Temu використанням примусової праці». У звіті також виявлено, що Temu використовував правила de minimis в Сполучених Штатах, щоб уникнути митного контролю. У 2024 році Temu знову зіткнувся з критикою, що посилалась на звіт 2023 року сенатора США Тома Коттона та представників Палати представників Кет Каммак і Мішель Стіл після того, як компанія показала рекламу під час Супербоулу.

### Питання інтелектуальної власності
Продавців на Temu постійно звинувачують у порушенні прав інтелектуальної власності. Також повідомлялося про випадки крадіжки дизайну.

### Культура праці
Temu критикували за напружену робочу культуру та заохочення системи 996 робочих годин. Ця культура на робочому місці була пов’язана з випадками смерті співробітників PDD Holdings, які потрапили в міжнародні заголовки.
У 2024 році Financial Times і The Wall Street Journal повідомили, що PDD Holdings, материнська компанія Temu, використовує стеження та позови про заборону конкуренції проти колишніх співробітників, які пішли працювати на конкурентів.

### Реклама
У 2023 році «Управління стандартів реклами» (ASA) у Великій Британії заборонило деякі рекламні оголошення Temu за показ дівчини в бікіні в «занадто досить дорослій» позі для її віку, джоки, які підкреслюють «обриси геніталій», велосипедні шорти, які «видавали за нижню білизну» з вирізаним низом, і зображення суконь, на яких не видно обличчя моделей. Temu сказав, що фотографія дівчини порушує політику компанії і більше не буде показана, але заперечив інші висновки ASA, заявивши, що не показ облич моделей не має на меті об’єктивізувати жінок, а інші роздрібні торговці мали подібні фотографії.